# Mathieu Bucholz
Mathieu Bucholz (parfois orthographié Bucholtz), dit « Pamp », né le 24 août 1922 à Bucarest et mort à Colombes le 12 septembre 1944, est un militant trotskiste et résistant français.

## Biographie
En 1941 alors qu'il est élève au lycée Michelet à Vanves, il intègre le « Groupe communiste » (IVe Internationale), dirigé par David Korner dit « Barta » et qui comprend une dizaine de membres. Très actif, Mathieu Bucholz qui agit sous le pseudonyme de Pamp, assure le contact du groupe avec la résistance, grâce à laquelle il est en mesure de fournir des faux papiers aussi bien à ses camarades qu'à des jeunes gens qui souhaitent échapper au STO. Il se lie d’amitié avec Robert Barcia, futur fondateur de Lutte ouvrière, qui faisait partie alors des Jeunesses communistes et qu’il rallie au trotskisme. Il tente de recruter d’autres membres des Jeunesses communistes, ce qui lui attire les foudres des responsables du Parti communiste. Le 11 septembre 1944, il est enlevé par des hommes portant le brassard des FFI. Il s'agit en fait de responsables du Parti communiste qui considèrent que le jeune homme constitue une menace[réf. nécessaire]. Selon Jean-Pierre Bigaré collaborateur de la revue Dissidences et qui a mené une enquête sur la fin de Mathieu Bucholz, plusieurs des amis et proches de ce dernier avaient été arrêtés quelque temps avant et interrogés sur ses activités. Il est abattu et son corps est retrouvé dans la Seine, à Colombes, le 20 septembre. L'autopsie pratiquée montre qu'aucune des balles n'était mortelle. Après la guerre, une instruction est ouverte à l'encontre des assassins présumés mais elle conduit à un non-lieu en 1950.
Il est inhumé au cimetière parisien de Thiais, dans le carré 2, face à la division militaire des Serbes morts pour la France en 1914-1918.